# Hermann Becker (Politiker, 1816)

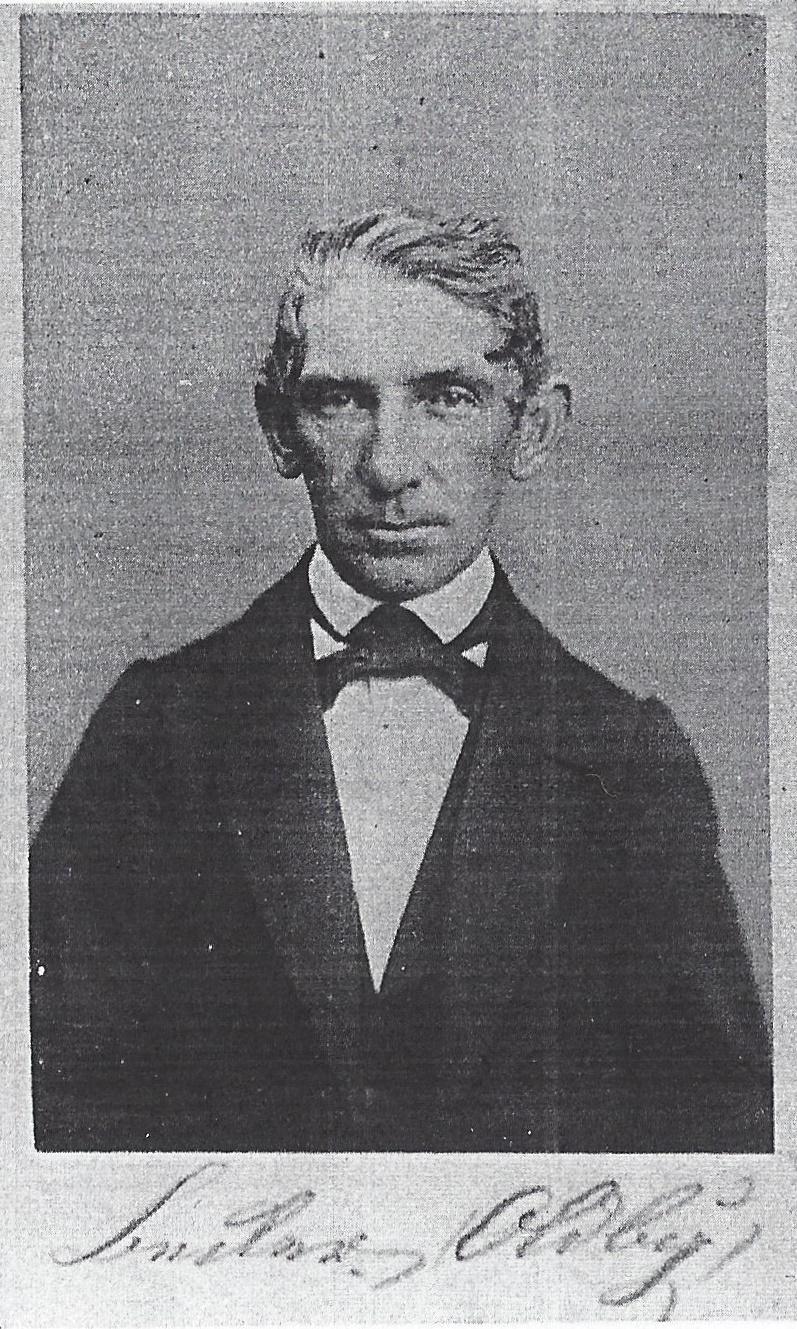
Hermann Heinrich Becker

Hermann Heinrich Becker  (* 11. November 1816 in Oldenburg (Oldb); † 7. Mai 1898 ebenda) war ein deutscher Jurist und 1892 bis 1898 Präsident am Oberlandesgericht Oldenburg. Weiterhin war er Reichstagsabgeordneter.

## Leben

### Juristische Karriere
Becker war der älteste Sohn des Architekten Hermann Maximilian Becker (1784–1855) und dessen Ehefrau Anna Henriette Charlotte geb. Wienken (1794–1861). Er besuchte das Gymnasium in Oldenburg und studierte anschließend von 1835 bis 1837 Rechtswissenschaft an der Ruprecht-Karls-Universität Heidelberg und der Georg-August-Universität Göttingen. Ab 1839 war er im Oldenburgischen Staatsdienst als Auditor und Landgerichtssekretär in Cloppenburg und Oldenburg tätig. 1846 wurde er als Landgerichtsassessor nach Vechta versetzt. Ab 1849 war er als Hilfsrichter und nach seiner Beförderung zum Obergerichtsrat, ab 1858 als ordentliches Mitglied des Oberappellationsgerichts Oldenburg tätig, außerdem Mitglied der juristischen Prüfungskommission und zeitweise der Gesetzgebungs-Kommission. Als Mitglied dieser Kommission spielte er eine bedeutende Rolle bei der 1857/58 erfolgenden Umgestaltung der oldenburgischen Justizorganisation und bei der Schaffung der oldenburgischen Zivilprozessordnung, die am 2. November 1857 verabschiedet wurde.  1858 wurde er zum Oberappellationsrat befördert. Ab 1858 war er außerdem noch jährlich ein bis zwei Mal Präsident des Schwurgerichts. 1878 wurde er Präsident des Obergerichts und übernahm, als im Jahr darauf infolge der Anpassung an die Gerichtsverfassung des Deutschen Reiches die bisherigen drei Obergerichte in einem Landgericht aufgingen, dessen Leitung. Am 2. Mai 1892 wurde er dann schließlich zum Präsidenten des aus dem Oberappellationsgericht Oldenburg hervorgegangenen Oldenburger Oberlandesgerichts ernannt. Sein Vorgänger war Bernhard Schomann. Becker übte diese Tätigkeit bis zu seiner auf eigenen Antrag erfolgten Pensionierung am 1. März 1898 aus. Sein Nachfolger wurde Bernhard Schomann.

### Politisches Wirken
Parallel zu seiner beruflichen Tätigkeit engagierte sich Becker ab 1848 zunehmend auch politisch. So war er Vorsitzender der Oldenburgischen Stadtverordnetenversammlung und von 1851 bis 1854 zunächst Mitglied des Oldenburgischen Landtags, von 1863 bis 1866 fungierte er als dessen Präsident. Von 1867 bis 1870 saß er im Reichstag des Norddeutschen Bundes für den Reichstagswahlkreis Großherzogtum Oldenburg 1 (Oldenburg-Lübeck-Birkenfeld). In einer Nachwahl am 15. Februar 1872 wurde er als Abgeordneter des Deutschen Reichstags für die Nationalliberale Partei für den Reichstagswahlkreis Großherzogtum Oldenburg 2 (Jever) gewählt und vertrat diesen Wahlkreis bis 1878.
Als Mitglied der Reichsjustizkommission spielte er ab 1874 eine wichtige Rolle bei der Ausarbeitung der Reichsjustizgesetze und hatte als Berichterstatter der Kommission einen wesentlichen Anteil am Zustandekommen der Civilprozeßordnung. Im Juli 1878 legte er sein Reichstagsmandat nieder, um sich ganz seinen Aufgaben als Gerichtspräsident widmen zu können. Becker tätigte sich auch publizistisch, ohne aber mit einem größeren Werk hervorzutreten. Von 1858 bis 1869 war er Mitherausgeber des Archivs für die Praxis des gesamten im Großherzogtum Oldenburg geltenden Rechts, in dem er eine Reihe kleinerer Aufsätze veröffentlichte. Er gab eine kommentierte Ausgabe der unter seiner Mitwirkung geschaffenen oldenburgischen Zivilprozessordnung heraus und arbeitete an dem 1888 von Heinrich Marquardsen edierten Handbuch des öffentlichen Rechts mit.

## Werke
- Gesetz für das Herzogtum Oldenburg, den bürgerlichen Prozeß betreffend. Oldenburg. 1859.
- Das Staatsrecht des Herzogtums Oldenburg. Veröffentlicht in: Heinrich Marquardsen (Hrsg.): Handbuch des öffentlichen Rechts der Gegenwart. Band III. Freiburg. 1884. S. 73–91.